# Arkansas Ordnance Plant
L’Arkansas Ordnance Plant (AOP) est une importante usine de munitions, située près de Jacksonville, dans l'Arkansas (États-Unis). Propriété du département de la Guerre des États-Unis, ce site fut exploité par la firme Ford, Bacon & Davis pendant la Seconde Guerre mondiale pour produire des amorces et des détonateurs.

## Chronologie
- 1941 : Le 4 juin, le War Department annonce la construction de l'usine.
- 1942 : Le 4 mars, démarrage de la production.
- 1945 : En août, arrêt de la production.
- 1946 : Début de la vente de diverses parties et bâtiments du site.

## Contexte
Durant la Seconde Guerre mondiale, l'Arkansas accueillit six usines de munitions :
- Arkansas Ordnance Plant, près de Jacksonville ;
- Maumelle Ordnance Works, près de Marche ;
- Ozark Ordnance Works, près de El Dorado ;
- Pine Bluff Arsenal, à Pine Bluff ;
- Schumaker Naval Ammunition Depot, près de Camden ;
- Southwestern Proving Ground, à Hope.

Ces sites avaient plusieurs fonctions : fabrication de détonateurs, d’amorces et de bombes ; tests des munitions ; chargement, tests et entrepôt de roquettes ; fabrication d’agents chimiques nécessaires pour la fabrication des bombes et des explosifs. Quatre des sites étaient du type GOCO, ou government-owned, contractor-operated, c’est-à-dire qu’ils étaient la propriété de l’État fédéral, mais leur exploitation était confiée par contrat à une entreprise privée.
Les milieux dirigeants, tant politiques qu'économiques, de l’Arkansas firent de fortes pressions pour obtenir l’implantation de ces usines dans leur État, soulignant que l’Arkansas disposait d'abondantes ressources en gaz naturel et charbon et offrait une position stratégique, loin des côtes, où des attaques ennemies étaient toujours possibles, et loin des grands centres urbains. Mais la main-d’œuvre nécessaire était disponible.

## Histoire
C’est le 4 juin 1941 que le Département de la Guerre des États-Unis annonça au gouverneur de l’Arkansas la construction prochaine d’une usine de détonateurs et d’amorces d’un coût de 33 millions de dollars, près de la ville de Jacksonville, à 15 km au nord-est de Little Rock. La firme Ford, Bacon & Davis, de New York, fut chargée de la conception, de la construction ainsi que de l’exploitation de l’usine. Elle devait également former le personnel d’encadrement technique. L'AOP fut l’une des premières usines dont la construction était financée par le gouvernement fédéral des États-Unis et l’exploitation confiée à une entreprise privée.
Après un levé topographique du site, l’État fédéral en prit possession au moyen d’expropriation pour cause d’utilité publique. Les habitants durent ensuite rapidement évacuer les lieux. Le site fut entièrement clôturé et gardé par des patrouilles armées, la sécurité étant très rigoureuse. L’Arkansas Ordnance Plant formait presque une communauté autonome. Des réseaux d’adduction d’eau et des égouts, des routes et des voies ferrées furent construits sur le site et reliés aux infrastructures extérieures. L’usine possédait son propre hôpital, son service de lutte contre les incendies, son service d’entretien, des cafétérias et des équipements pour les loisirs du personnel. 
Le site de l’AOP comportait plusieurs groupes de bâtiments et plusieurs chaînes d’assemblage qui fabriquaient des mèches, des charges propulsives, des détonateurs et des amorces. La première chaîne d’assemblage entra en service le 4 mars 1942 et en juin de la même année, les autres chaînes entraient en service. Entre mars 1942 et août 1945, l’Arkansas Ordnance Plant fabriqua :
- 1 062 336 263 détonateurs et relais ;
- 106 697 860 amorces ;
- 328 948 476 éléments de percussion ;
- 175 856 066 mèches ;
- 5 810 315 charges propulsives.

## Personnel
La mobilisation des hommes jeunes dans les forces armées contraignit l’AOP à se tourner vers une main-d’œuvre qui n’avait jamais travaillé ou avait seulement occupé des emplois très mal payés : des handicapés, des femmes au foyer, des jeunes gens et des adultes plus âgés, des Afro-Américains. Les besoins de main-d’œuvre étaient tels que des garçons et des filles de 14 ou 15 ans, qui avaient menti sur leur âge, furent parfois embauchés sans aucune vérification.
La grande majorité des travailleurs de la production étaient des femmes, les women ordnance workers, surnommées WOW. En août 1943, les femmes représentaient ainsi 75 pour cent des 12 686 travailleurs de l’AOP. Le quart du personnel était constitué d’Afro-Américains, dont quelques-uns étaient surveillants. Si les travailleurs noirs étaient encouragés à postuler à un emploi, ils travaillaient ensuite dans des ateliers qui leur étaient réservés, la ségrégation raciale étant encore la règle sur les lieux de travail de l’Arkansas à l’époque.
Le nombre total de personnes occupées à l’Arkansas Ordnance Plant s’éleva rapidement. Huit mois après le début de la production, le 22 novembre 1942, l’effectif culmina à 14 092 travailleurs. Il dépassait encore 12 800 à la fin de 1944. En août 1945, au moment de la défaite japonaise, il s’élevait à 7 000 personnes. Six mois plus tard, l’AOP était complètement fermée.
Un des principaux problèmes rencontrés par le personnel de l’Arkansas Ordnance Plant était le logement. L’usine avait embauché en priorité des travailleurs locaux, mais une partie du personnel se recrutait dans un rayon d’une centaine de kilomètres et parfois au-delà. Un ensemble de 375 maisons préfabriquées permit de loger 500 familles dès 1942. Certains travailleurs furent hébergés dans des caravanes ou des dortoirs de l’AOP. D'autres durent se contenter d'une tente ou de leur voiture. Au début, le manque de logements fut un réel problème.  En revanche, le personnel de direction ainsi que les familles des militaires bénéficièrent de logements construits spécialement.

## La suite
En 1946, l’État fédéral mit le site en vente. Plusieurs bâtiments furent loués à des entreprises tandis que certaines parcelles étaient revendues à leur ancien propriétaire. La base aérienne de Little Rock (Little Rock Air Force Base) occupa une partie du site de l’AOP dans les années 1950.
En 2004, un ancien bâtiment de l’usine fut converti en un musée d’histoire militaire, le Jacksonville Museum of Military History, dont une section est consacrée à l’Arkansas Ordnance Plant.

## Sources
- (en) L'AOP sur l'Encyclopédie de l'Arkansas en ligne.

- (en) Histoire de l'AOP sur le site de la Chambre de commerce de Jacksonville (Arkansas)